# 長澤龜之助
長澤 龜之助（ながさわ かめのすけ、1861年1月2日（万延元年11月22日） - 1927年（昭和2年）10月16日）は、日本の数学者、教育者。数多くの書籍を出版したことで知られる。

## 来歴
筑後国の久留米に生まれた。長崎師範学校を卒業し、1882年、川北朝鄰に師事した。1917年、林鶴一とともに免許状を認められた。東洋英和学校で教職を務め、明治39年、雑誌「XY」を創立した。1888年、チャーレス・スミスの代数学の邦訳書を出版した。この作品は日本で横書きの最初期の書籍であった。1927年没した。生涯で120以上の書籍を書いたと言われ、後に著書一覧ができるほどであった。墓所は多磨霊園。
孫には長沢規矩也がいる。

## 主な著書

### 単著
- 『算術中等教科書 : 理論及ビ応用』数書閣、1888年。NDLJP:826990。
- 『トドハンター氏積分学講義』数書閣、1899年。NDLJP:828985。
- 『平面三角法教科書 : 中等教育』三木書店、1899年。NDLJP:828650。
- 『三角法精義』成美堂書店、1907年。NDLJP:828657。
- 『代數學精義』成美堂書店、1907年。NDLJP:1082018。
- 『問題解法代数学辞典』郁文舎、1907年。NDLJP:1087489。
- 『泰西数学家画伝』XY社、1910年。NDLJP:777254。
- 『新幾何学教科書 平面』国定教科書共同販売所、1911年。NDLJP:828746。
- 『新幾何学教科書 立体』国定教科書共同販売所、1911年。NDLJP:828747。

### 共著
- 川北朝鄰 閲『微分学例題解式』東京数理書院、1884年。NDLJP:828997。
- 川北朝鄰 閲『宥克立例題解式』東京数理書院、1884年。NDLJP:1083938。
- 宮田耀之助 閲『代數學』尚成堂、1887年。NDLJP:1081777。

### 訳書
- 突兌翰多爾『微分学』丸屋善七、1881年。NDLJP:828993。
- 突兌翰多爾『積分学』丸屋善七、1882年。NDLJP:828983。
- アイザック・トドハンター『平面三角法』丸屋善七、1883年。NDLJP:828897。
- ステファン・パーキンソン（英語版）『弾道数理』数理書院、1883年。NDLJP:844771。
- 突兌翰多爾『代数学』丸屋善七、1883年。NDLJP:828075。
- 突兌翰多爾『球面三角法』川北朝鄰、1883年。NDLJP:828602。
- 突兌翰多爾『宥克立(ユークリッド)』東京数理書院、1884年。NDLJP:828946。
- 突兌翰多爾『論理方程式』東京数理書院、1884年。NDLJP:828385。
- ジョージ・ブール『微分方程式』東京数理書院、1885年。NDLJP:829009。
- William Henry Drew『幾何円錐曲線法』東京数理書院、1886年。NDLJP:828414。

- チャーレス・スミス（英語版）『代数学』東京数理書院、1887年。NDLJP:828073。
- ジョン・ケイシー『平面三角法』1888年。NDLJP:828896。
- Alexander Knox『初学微分学』中野義房、1889年。NDLJP:828979。
- ジョン・グリーブ（英語版）『初等静力学 上冊』数書閣、1889年。NDLJP:830174。
- William Steadman Aldis『解析立体幾何学』大島政治、1915年。NDLJP:949036。
- カタラン『幾何学定理及問題』国定教科書共同販売所、1925年。NDLJP:930991。